# 소금인형
《소금인형》은 대한민국의 2007년 1월 12일부터 2007년 3월 16일까지 방영된 SBS 금요드라마이다.

## 등장 인물

### 주요 인물
- 황수정 : 차소영 역
- 김영호 : 박연우 역
- 김유석 : 강지석 역
- 사강 : 차희영 역

### 그 외 인물
- 김기연 : 박준기 역
- 이덕희 : 송씨 역
- 김정균 : 김인기 역
- 강부자 : 이씨 역
- 조향기 : 문성희 역
- 김혜옥 : 여씨 역
- 강지섭 : 민현수 역
- 김향기 : 민하나 역
- 정애연 : 서이현 역
- 김민준
- 김병기 : 지석 부 역
- 주우

## 참고 사항
- 극 중 차소영 역으로 나온 황수정은 2001년 마약 투약 혐의, 그리고 유부남과의 불륜 혐의로 사회적 파장을 일으키며 긴 자숙의 시간을 가지다가[1] <소금인형>으로 안방극장 복귀를 했다. 이에 앞서 SBS <연인>, KBS 2TV <애정의 조건> 등으로 재기를 노렸으나 여론의 반발로 무산됐다.
- 작가 박언희는 2001년 KBS 2TV <쿨> 이후 6년 만에 미니시리즈 집필을 맡았다.
- 지나친 불륜 내용을 다룬 것 외에도[2] 사회적 물의[3]를 일으킨 황수정을 해당 드라마를 통해 연예계에 복귀시켰다는[4] 비난을 샀고 결국 기대 이하의 성적에 그쳤다.